# Maria Celina Kannanaikal
Maria Celina Kannanaikal, née le 13 février 1931 près de Trichur au Kerala, en Inde et décédée à 26 ans, le 26 juillet 1957, à Cannanore (Kannur), est une religieuse indienne membre des Ursulines de Marie Immaculée, réputée pour sa sainteté et ses expériences mystiques. Elle est déclarée vénérable par le pape François en 2022.

## Biographie
Maria Celina Kannanaikal naît le 13 février 1931 à Kundannur près de Trichur dans le Kerala, en Inde,,. Après ses études, elle enseigne pendant environ trois ans,, dans deux écoles primaires.
Celina Kannanaikal ressent la vocation religieuse et entre le 24 juin 1954 chez les Ursulines de Marie Immaculée,. Elle commence son noviciat le 26 décembre suivant.
Au cours de son noviciat, sa vie religieuse est pénible par les souffrances physiques et les tortures diaboliques qu'elle endure,. Mais ses souffrances sont entrecoupées d'expériences mystiques et d'extases ; elle aurait eu des apparitions de Jésus lui demandant de prier pour les pécheurs.
La maîtresse des novices est témoin de plusieurs des phénomènes vécus par sœur Celina, les note dans son journal, et reconnaît la recherche de sainteté de Celina. Mais les autres religieuses sont troublées par ces événements, et beaucoup sont d'avis de ne pas l'admettre à faire sa profession religieuse.
Son noviciat, qui aurait dû durer deux ans seulement, est prolongé de six mois. Après ces six mois supplémentaires, elle est finalement admise à faire sa profession religieuse, qui a lieu le 20 juin 1957. Le même jour, Jésus lui serait apparu, et lui aurait annoncé qu'il l'emmènerait bientôt au ciel avec lui.
Elle reprend l'enseignement en école primaire, mais elle est prise de fièvre, de vomissements avec crachement de sang, et de maux de tête. Plusieurs médecins sont appelés, mais aucun diagnostic sûr n'est établi.
Le 24 juillet, ses vomissements reprennent violemment. Elle est emmenée d'urgence à l'hôpital de Cannanore où elle meurt le surlendemain 26 juillet 1957, à 26 ans,.

## Souvenir et vénération
- La procédure pour l'éventuelle béatification de Maria Celina Kannanaikal est entamée localement, la cause est formellement ouverte le 29 juillet 2007[4], puis transmise à Rome après étude. La Congrégation pour les causes des saints valide la procédure locale et poursuit sa propre enquête, selon la procédure canonique.

Sur proposition de la Congrégation pour les causes des saints, le pape François autorise le 5 août 2022 la reconnaissance de l'héroïcité de ses vertus ; elle est ainsi déclarée vénérable,,.